# 盧維亞

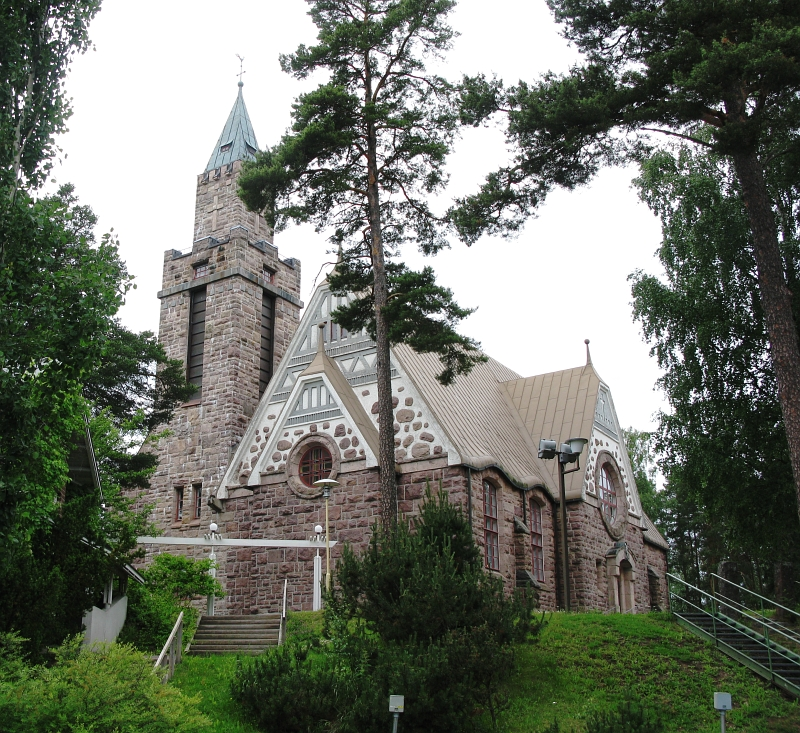
盧維亞教堂

盧維亞（芬蘭語：Luvia）曾经是芬蘭的一个市镇，位於該國西南部，在萨塔昆塔区内，始建於1870年，面積861平方公里，2013年人口3,359，人口密度為每平方公里19.87人。2017年1月1日并入埃乌拉约基。

## 外部連結
- 盧維亞锯木厂 （页面存档备份，存于） （文）